# Angelo Spina
Angelo Spina (Colle d'Anchise, 13 de novembro de 1954) é um arcebispo católico italiano, arcebispo metropolitano de Ancona-Osimo desde 14 de julho de 2017.

## Biografia
Nasceu em Colle d'Anchise, na província de Campobasso e na arquidiocese de Campobasso-Boiano, em 13 de novembro de 1954, em uma família de comerciantes.

### Formação e ministério sacerdotal
Em 1968, ingressou no seminário menor de Campobasso, onde obteve seu diploma, e iniciou seus estudos filosófico-teológicos na residência estudantil dos pais capuchinhos. Desde 1974, ele participou do triênio teológico no seminário maior de Benevento; no final dos estudos, ele recebe o bacharelado máximo com laude. Ele obteve sua especialização em teologia moral na faculdade teológica pontifícia do sul da Itália dos jesuítas, em Posillipo.
Em 1977, ele foi ordenado diácono pelo arcebispo Alberto Carinci, enquanto em 5 de janeiro de 1980 foi ordenado presbítero, pelo arcebispo Pietro Santoro.
Após a ordenação, foi pároco em Campochiaro e San Polo Matese (até 1999) e professor de religião na escola científica de Bojano. Desde 1985, ele é responsável pela formação de professores de religião nas escolas primárias de Molise. Em 1996, foi nomeado vigário episcopal para o Jubileu de 2000 e para a pastoral. Em 1999, tornou-se pároco da co-catedral de Bojano e presidente da associação "Amici del Consultorio" La Famiglia", enquanto em 2000 ele também era responsável pelo" Centro Families Incontro". Em 2003, foi nomeado vigário episcopal para a missão diocesana e, em 2004, vigário episcopal do santuário de Addolorata di Castelpetroso.

### Ministério episcopal
Em 3 de abril de 2007, o Papa Bento XVI o nomeou bispo de Sulmona-Valva; sucede a Giuseppe Di Falco, que renunciou devido ao seu limite de idade. No dia 9 de junho seguinte, ele recebeu ordenação episcopal, no santuário de Addolorata di Castelpetroso, do arcebispo Armando Dini, tendo como co-consagradores do arcebispo Antonio Nuzzi e do bispo Giuseppe Di Falco. Em 23 de junho, ele toma posse da diocese, na catedral de San Panfilo.
Em 2009, marca o ano do jubileu celestino. Na Conferência Episcopal de Abruzzo-Molise, ele desempenha o papel de delegado para os leigos, a cultura e as comunicações sociais.
Em 14 de julho de 2017, o Papa Francisco o nomeou arcebispo metropolitano de Ancona-Osimo; sucede ao cardeal Edoardo Menichelli, que renunciou devido ao seu limite de idade. Em 1 de outubro, ele toma posse da arquidiocese na catedral de San Ciriaco. Em 29 de junho de 2018, ele recebeu o pálio do Papa Francisco, na Basílica de São Pedro, no Vaticano, que lhe foi imposta pelo núncio apostólico Emil Paul Tscherrig no dia 13 de setembro seguinte.
Em 18 de setembro de 2019, ele foi eleito vice-presidente da conferência episcopal de Marche.

## Heraldica
| Crista | Descrição                              | Brasão |
|        | Angelo Spina Bispo de Sulmona-Valva.   | Acima, os três anéis interligados indicam comunhão entre as Três Pessoas Divinas: o Pai, o Filho e o Espírito Santo. Deus é comunhão das pessoas, Deus é amor. Abaixo das três montanhas, bem como um elo geográfico entre as montanhas de Molise, a terra de origem e as de Abruzzo, a terra de adoção, são uma referência explícita aos lugares da Aliança de Deus com o homem: o Monte Sinai, onde Deus dá as dez Palavras de Amor, a montanha das bem-aventuranças, onde Jesus dá a nova Lei do Espírito, a montanha do Calvário, onde Jesus, na Cruz, se entrega à nova e eterna aliança. "A cruz, com o sol brilhante por trás, indica Cristo, o noivo da igreja da noiva, simbolizado pela estrela." O lema "EM CONJUNTO CARITADO" "unido no amor" expressa nossa união a Deus e a união entre nós com a graça de seu amor.     |
|        | Angelo Spina Arcebispo de Ancona-Osimo | No topo em vermelho, os três anéis ligados indicam a comunhão entre as Três Pessoas Divinas: o Pai, o Filho e o Espírito Santo. Deus é comunhão das pessoas, Deus é amor. Abaixo das três montanhas, além de um elo geográfico entre as montanhas de Molise, a terra de origem, e as de Abruzzo, a terra de adoção, são uma referência explícita à lugares da Aliança de Deus com o homem: o Monte Sinai, onde Deus dá as dez palavras de amor, o Monte das Bem-Aventuranças, onde Jesus dá a nova lei do Espírito, o Monte Calvário, onde Jesus, na cruz, se entrega por a nova e eterna aliança . A cruz, com o sol brilhante por trás, indica Cristo, o noivo da igreja da noiva, simbolizado pela estrela. O lema "IN CARITATE CONIUNCTI" "unido no amor" expressa nossa união a Deus e a união entre nós com a graça de seu amor. |